# Estación de El Chorro-Caminito del Rey
El Chorro-Caminito del Rey es una estación ferroviaria situada en la aldea de El Chorro en el municipio español de Álora en la provincia de Málaga, comunidad autónoma de Andalucía. Cuenta con servicios de media distancia y de proximidad operados por Renfe.

## Situación ferroviaria
La estación se encuentra en el punto kilométrico 142,9 de la línea férrea de ancho ibérico que une Córdoba con Málaga, a 244 metros de altitud, entre las estaciones de Bobadilla y Las Mellizas. El tramo, que es de vía única y está electrificado, muestra un perfil especialmente complicado por la orografía del terreno que supuso la construcción de hasta 14 túneles.

## Historia
La estación fue puesta en servicio el 15 de agosto de 1865 con la apertura del tramo Córdoba-Álora de la línea que pretendía unir Córdoba con Málaga. Las obras corrieron a cargo de la Compañía del Ferrocarril de Córdoba a Málaga que se constituyó con este propósito en 1861. Sin embargo su gestión, debido a los malos resultados económicos no duró mucho y la compañía acabó integrándose en 1877 en la Compañía de los Ferrocarriles Andaluces. En 1941, con la nacionalización de la totalidad de la red ferroviaria española la estación pasó a ser gestionada por RENFE. Desde el 31 de diciembre de 2004 Renfe Operadora explota la línea mientras que Adif es la titular de las instalaciones ferroviarias.
En octubre de 2014, ante la reapertura al público del Caminito del Rey en marzo de 2015, Adif cedió el edificio de la estación como centro de recepción de visitantes y renombró la parada añadiéndole "Caminito del Rey".
En octubre de 2022, se anunció la llegada de la red de Cercanías Málaga a esta estación, ampliando la línea C-2 desde la estación de Álora, que entró en servicio en el segundo cuatrimestre de 2023 como un Servicio de Proximidad.

## Servicios ferroviarios

### Media distancia
Tienen parada en la estación trenes MD que cubren los trayectos Sevilla-Málaga de la línea 67 de Media Distancia de Renfe, a razón habitual de dos servicios por sentido. 
| Línea MD | Trenes | Origen/Destino      |  | Destino/Origen        |
| -------- | ------ | ------------------- |  | --------------------- |
| 67       | MD     | Sevilla-Santa Justa |  | Málaga-María Zambrano |